# Литла Димун
Литла Димун (фар. Lítla Dímun) је мало острво између Судуроја и Стора Димуна на Ферјарским острвима. Најмање је са површином мањом од 0,82 km². Јужни део Литла Димуна се састоји од стрмих литица, са највишим врхом од 413m. Острво није насељено, а овде бораве једино животиње попут оваца и галебова. Прилаз Литла Димуну, због стмих обала није лак, а могућ је само током иделаних временских услова. Браћа Складанек су први људи који 1814. године пришли острву. На литице је могуће попети се само преко ужади које су поставили власници оваца.

## Галерија
- Литла Димун
- Мапа острва
- Овце са острва